# Вексен-сюр-Эпт
Вексен-сюр-Эпт (фр. Vexin-sur-Epte) — новая коммуна на севере Франции, регион Нормандия, департамент Эр, округ Лез-Андели, кантон Лез-Андели. Расположена в 20 км к юго-востоку от Лез-Андели.
Население (2018) — 6 008 человек.

## История
Коммуна образована 1 января 2016 года путем слияния четырнадцати коммун:
- Бертенонвиль
- Бю-Сен-Реми
- Гитри
- Даммениль
- Каэнь
- Кантьер
- Панийёз
- Сивьер
- Турни
- Фонтене
- Форе-ла-Фоли
- Фур-ан-Вексен
- Фурж
- Эко

Центром коммуны является Эко. От этого же города к новой коммуне перешли почтовый индекс и код INSEE. На картах в качестве координат Вексен-сюр-Эпт указываются координаты Эко.

## Экономика
Структура занятости населения:
- сельское хозяйство — 13,8 %
- промышленность — 4,2 %
- строительство — 11,2 %
- торговля, транспорт и сфера услуг — 37,2 %
- государственные и муниципальные службы — 33,6 %

Уровень безработицы (2017) — 9,5 % (Франция в целом — 13,4 %, департамент Эр — 13,4 %). 

Среднегодовой доход на 1 человека, евро (2018) — 23 830 (Франция в целом — 21 730, департамент Эр — 21 700).

## Администрация
Пост мэра Вексен-сюр-Эпта с 2020 года занимает Тома Дюран (Thomas Durand). На муниципальных выборах 2020 года возглавляемый им правый список победил в 1-м туре, получив 67,55 % голосов.
| Период | Период | Фамилия     | Партия        | Примечания                                             |
| ------ | ------ | ----------- | ------------- | ------------------------------------------------------ |
| 2016   | 2020   | Мишель Жуйе | Республиканцы | бывший мэр Эко, член Генерального совета департамента, |
| 2020   |        | Тома Дюран  | Разные правые | бывший мэр Турни                                       |